# بران (صنعاء)
بران (به عربی: بران) یک منطقهٔ مسکونی در یمن است که در استان صنعا واقع شده‌است.